# SAEKO: Giantess Dating Sim
『SAEKO: Giantess Dating Sim』（サエコ ジャイアンテス デーティング シム）は、SAFE HAVN STUDIOが開発し、HYPER REALによって配信されているアドベンチャーゲーム。2025年5月29日にDLsite、Stoveで配信され、翌30日にSteamで配信された。

## 開発
本作は京都大学マイコンクラブ（KMC）の卒業生からなるチームである、SAFE HAVN STUDIOによって開発された。当初は2024年の配信開始を予定していたが、リリースが延期され2025年5月30日に公開された。笛地静恵のオンライン小説『もうひとつのコワイ童話』シリーズの一編『冴子の一週間』を原案としており、巨大娘やシュリンカーを題材としている。
スタジオのメンバーの一人であるkypを中心に開発されている。彼は、自分が好きな「巨大な女の子が出てくる作品」と、『Milk inside a bag of milk inside a bag of milk』のような海外の少し暗いノベルゲームを組み合わせるという発想から本作の構想を立てた。

## あらすじ
時代設定は2008年であり、女子大生の冴子（サエコ）と、彼女によって支配されるリンをはじめとした小人たちとの関係を物語の主題としている。

## 評価
『Game*Spark』のMr.Katohは、ストーリーを「ひとつの読み物として素晴らしい」と称賛し、10段階評価で10点を付けた。
『ヴァイス』のアナ・ヴァレンスは、『SAEKO』の世界観を「恋愛シミュレーションゲームというジャンルの素晴らしい革新」と評し、本公開への期待を表明した。ヴァレンスはまた、このゲームと巨大フェティシズムコミュニティとの関係についても言及し、「『SAEKO』は巨人フェチによく見られる描写を用いているものの、物語とホラーに重点が置かれているため、巨人フェチでない人にも魅力的に映る可能性がある」と指摘した。